# Sarcoglottis tirolensis
Sarcoglottis tirolensis là một loài thực vật có hoa trong họ Lan. Loài này được Burns-Bal. & Merc.S.Foster miêu tả khoa học đầu tiên năm 1984.